# Dannemoragatan 18
Dannemoragatan 18 är en byggnad med bostäder vid Dannemoragatan i Vasastaden i Stockholm, vilken ritades av arkitekt Edvin Engström. Byggherre och byggmästare var Johan Eskil Österling.

## Om fastigheten
Fastigheten ligger i Kvarteret Sländan och har fastighetsbeteckningen Sländan 5, vilket även inkluderar byggnaden på Norrtullsgatan 63. Byggnaden uppfördes under åren 1944 - 1947. Den omfattar adressen Dannemoragatan 18 och Norrtullsgatan 63. 1977 utvärderades byggnaden av Stockholms stadsmuseum som då klassade byggnaden som Gul, vilket betyder att det är en fastighet med bebyggelse av positiv betydelse för stadsbilden och/eller av visst kulturhistoriskt värde..

### Exteriör
Byggnaden är i funkis och består av en sexvånings husdel, med huvudfasad mot Dannemoragatan. Vid inventeringen 1977 hade byggnaden en brun slätputs ovan bottenvåningen som är täckt i granit. Fasaden har senare omfärgats i en vitgrå slätputs. Fasaden har ett utstickande mittparti, och har ett flertal balkonger mot gatan. Gårdsfasden är avfärgad i en grå puts. Byggnaden har ett svart plåttak.

### Interiör
Entrén har golv i grå marmor och i en nisch finns en relief av Stig Lindberg. Lägenhetsdörrarna är fanérade i gabon.